# برج‌های دوقلوی سامان
برج‌های دوقلوی سامان نخستین ساختمان بلند مسکونی در تهران بود که در بلوار الیزابت (پس از انقلاب بلوار کشاورز) ساخته شدند. برج‌های سامان ۲۲ طبقه و ۷۲ متر بلندا دارند. طراح این برج ها عبدالعزیز فرمانفرمائیان بود و این پروژه را در سال ۱۳۴۸ آغاز و در سال ۱۳۴۹ به بهره‌برداری رسیدند.
ساخت این برج‌های دوقلو روی هم رفته تنها ۲۱۰ روز به درازا کشید، که به طور میانگین در هر ۱۰ روز یک طبقه ساخته شد. این ساختمان از اندک شمار تجربه‌های مهندسی ایران در به‌کارگیری قطعات پیش‌ساخته به‌شمار می‌رود.
عبدالعزیز فرمانفرمائیان موسس اولین شرکت مهندسان مشاور معماری در ایران بود و در آن زمان چهره های به نام و صاحب اندیشه بسیاری از جمله نادر اردلان در شرکت وی مشغول به کار بودند.فرمانفرمائیان طراح برجهای دوقلوی سامان تهران بود ولی اجرای آن بر عهده شرکت های فرانسوی بود و به اشتباه در بسیاری از متون از فرمانفرمائیان به عنوان پیمانکار این اثر یاد می‌شود.